# Айдамирова, Марьям Ахмедовна
Айдамирова, Марьям Ахмедовна (1 января 1924, Бено-Юрт, Надтеречный район, Чеченская автономная область, РСФСР, СССР — 2 ноября 1992, Грозный, Чечня, Россия) — чеченская певица, музыкант, композитор, Народная артистка Чечено-Ингушской АССР, Заслуженная артистка РСФСР.

## Биография
Родилась 1 января 1924 года в селении Бено-Юрт Надтеречного района. Была единственным ребёнком в семье. Петь начала в школе в кружке художественной самодеятельности, куда её привёл учившийся с ней Махмуд Эсамбаев. В пятом классе участвовала в конкурсе одаренных детей в Пятигорске. Однако она не получила специального музыкального образования.
Годы депортации провела в Джамбуле. Знакомый устроил её на работу в столовую, где она пела для посетителей. На скудную помощь, выделенную семье, её мать купила гармонь. На ней Марьям стала учиться играть. Заработанную еду распределяла между родственниками и соседями.
Вскоре она была замечена руководством Казахского оперного театра. Работала в комплексной концертной бригаде, которая ездила с концертами по сёлам. Одной из первых получила разрешение выезжать за пределы района. Её песни часто прерывали рыдания её земляков. Где бы она ни давала концерт, она обязательно заучивала по несколько песен на языке народа, на земле которого она выступала. Пела на чеченском, казахском, киргизском, узбекском, армянском, осетинском языках.
В Казахском театре она проработала до 1956 года, когда начался набор труппы в возрождаемый Чечено-Ингушский государственный ансамбль песни и танца. Она прошла отбор, но ей было поставлено условие: она должна была окончить музыкальное училище. Условие она выполнила.
После возвращения на родину в 1957 году стала работать в Грозненской филармонии. Посетила с гастролями более двадцати стран. Проработала в филармонии 35 лет — до самой смерти 2 ноября 1992 года.

## Семья
У неё было две дочери и сын.
- Муж погиб 26 апреля 1966 года во время Ташкентского землетрясения;
- В возрасте 13 лет в результате несчастного случая погиб сын.
- Дочь Зулай — выпускница ГИТИСа, актриса Чеченского театра имени Х. Нурадилова, Народная артистка Чеченской Республики;
- Дочь Малика — выпускница хореографического отделения культпросветучилища;
- Племянница Аймани Айдамирова — певица, Народная актриса Чеченской Республики и Республики Ингушетия.